# Krzysztof Król (Politiker)

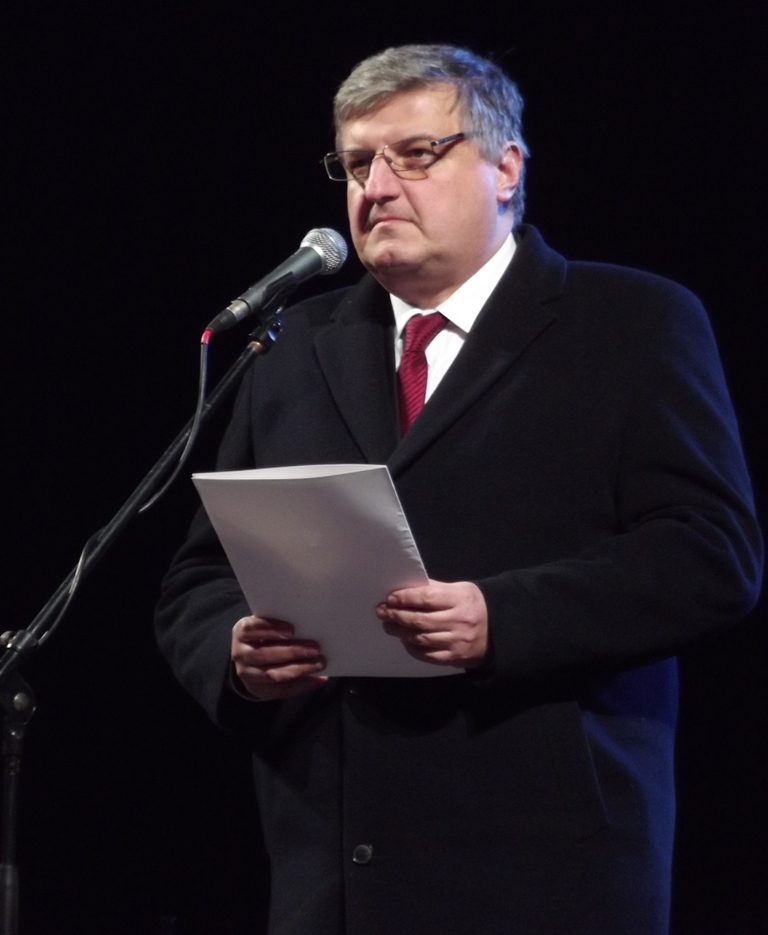
Krzysztof Król (2013)

Krzysztof Jakub Król (* 5. Oktober 1963 in Warschau) ist ein polnischer Politiker (KPN). Er gehörte von 1991 bis 1997 dem Sejm der Republik Polen in der I. und II. Wahlperiode an und war von 2011 bis 2015 gesellschaftlicher Berater des polnischen Präsidenten.

## Leben und Beruf
Krzysztof Król war nach dem Schulbesuch in Warschau als Journalist oppositioneller Zeitungen tätig, darunter für „Uczeń Polski“ der Bewegung für Menschen- und Bürgerrechte. Seit 1986 beschäftigte er sich mit dem Einsatz von Computern bei Untergrundaktivitäten und beteiligte sich am Aufbau des FidoNet. Von 1997 bis 2004 war er Redakteur des Nachrichtenmagazins Wprost, dessen Computerbeilage „Intermedia“ er aufbaute. Anschließend war er Vizepräsident für elektronische Kommunikation bei der Polnischen Kammer für Informationstechnologie und Telekommunikation. Später war er stellvertretender Direktor für Unternehmenskommunikation des von Ryszard Krauze gegründeten Unternehmens Prokom Software. Nachdem Prokom von Asseco übernommen worden war, wurde er dort Berater des Vorstands.
Król ist verheiratet. Seine Ehefrau ist die Stieftochter des langjährigen KPN-Vorsitzenden Leszek Moczulski.

## Politik

### Volksrepublik Polen
Schon als Schüler engagierte sich Król in oppositionellen Gruppierungen. Er verteilte Zeitungen, die er von Aktivisten des Komitet Samoobrony Społecznej „KOR“ (Komitee zur gesellschaftlichen Selbstverteidigung „KOR“) wie Jacek Kuroń und Jan Lityński erhalten hatte. Im September 1980 gründete er mit Piotr Niemczyk und anderen die Studentische Erneuerungsbewegung, die 1981 Teil der Unabhängigen Schul- und Jugend-Föderation wurde. 1981 trat  er der Konfederacja Polski Niepodległej (KPN) bei und wurde nach der Verhaftung von deren bisherigen Anführern Mitglied des Leitungsgremiums. Er war Redakteur und organisierte Druck und Vertrieb von deren Zeitungen „Strzelec“ (1982–1984), „Droga“ (1984–1989) und „Gazeta Polska – KPN“ (1988–1991). Im Dezember 1984 wurde er in den politischen Rat der KPN gewählt und im März 1985 verhaftet. Im zweiten Prozess gegen die KPN-Führung  wurde er mit Leszek Moczulski, Andrzej Szomański, Adam Słomka und Dariusz Wójcik vor Gericht gestellt und zu zweieinhalb Jahren Haft verurteilt, aber bereits im September 1986 im Rahmen einer Amnestie freigelassen. Er setzte sodann seine Tätigkeit für die KPN fort und wurde vom Sicherheitsdienst festgenommen. 1987 eröffnete er in seiner Warschauer Wohnung ein öffentliches Büro der  KPN. Bei deren drittem Kongress 1989 wurde er erneut in deren politischen Rat gewählt.
Bei den Wahlen zum Vertragssejm 1989 kandidierte er erfolglos für die KPN.

### Dritte Republik
Von 1991 bis 1997 gehörte Król dem Sejm der Republik Polen an und war dort zeitweilig Vorsitzender der KPN-Fraktion. Er wurde bei den Wahlen 1991 und 1993 im Wahlkreis Warschau I gewählt. Bis 1996 war er stellvertretender Vorsitzender des Auswärtigen Ausschusses des Sejm. In der ersten Wahlperiode leitete er die Kommission zur Ausarbeitung der parlamentarischen Wahlordnung und vertrat den Sejm in der Parlamentarischen Versammlung der NATO. In der zweiten Wahlperiode war er bis 1996 stellvertretender Vorsitzender des Auswärtigen Ausschusses. 1997 trat er aus der KPN aus und zog sich aus der Politik zurück.
Von 2011 bis 2015 war er gesellschaftlicher Berater des polnischen Präsidenten Bronisław Komorowski. Nach dem Wahlsieg der PiS 2015 begann er sich wieder vermehrt politisch zu engagieren. So war er 2016/17 stellvertretender Vorsitzender des regierungskritischen Komitet Obrony Demokracji. Im Juni 2018 beteiligte er sich an der Gründung des von Lech Wałęsa initiierten Bürgerkomitees, dessen Exekutivkomitee er leitete. Im November 2018 übernahm er den Vorsitz des Vereins „Paragraf-Państwo“, der sich kritisch mit den Justizreformen der PiS-Regierung befasste.

## Ehrungen
- 2009 Komtur des Ordens Polonia Restituta[9]
- 2015 Krzyż Wolności i Solidarności[10]